# 号
在中國傳統文化中，人除了有名有字之外，有时亦会为自己取號，又稱别號，别字。號是較正式的别名，以言意托志。受古代中國文化的影響，包括日本、韓國、越南等在內的漢字文化圈國家都有這樣的習慣傳統。
在漢字文化圈中，直呼別人之名是十分无禮的。正常來說，只有長輩能直呼其名，平輩以字相稱，後輩就用號來稱呼前輩。故稱呼別人時，對有字之人多呼其字，對有號之人則多呼其號，而不會直稱其名。如苏轼，一字子瞻，一字和仲，自號東坡居士，道號東坡道人。人多称之為苏东坡，而不會直呼其名。有些人的號因此比他的本名或字更為人所熟悉，如祝枝山（本名允明），徐霞客（本名弘祖），曹雪芹（本名霑），郑板桥（本名燮），李叔同（本名广侯），邓泽如（本名文恩）。
另外，因應不同的用途也會有不同的號，如詩號、畫號、武號等。士大夫還流行以自己的居處或書齋之號為別號，是為庵號。佛教及道教檀越或出家人為了宗教取的號，稱法號，或道號；基督徒受洗後的聖名也可以看作傳統的號。